# 束芋
束芋（たばいも、1975年11月30日 - ）は、日本の女性現代美術作家。兵庫県神戸市出身。本名は田端綾子。母は陶芸家の田端志音。

## 来歴
三人姉妹の次女として育つ。3歳の時に大阪府に転居。陶芸家である母の志音に姉妹と共に連れられ展覧会を巡り、絵筆を持たされた。6歳の時、束芋が毛筆で描いた仏画が母の手によって家に飾られ、6歳児の作とは思えないその出来映えで訪れた人を驚嘆させたという。
中学2年生の時、独学で陶芸の修行中だった母の独立に伴い兵庫県内の窯付きの家に転居した。中学校まではさほど勉強しなくとも好成績を保っていたが、1991年に西宮市立西宮高等学校理数コースに入学後は成績を落とす。3年生の夏、薬剤師を目指して薬科大学を志望するも、成績が芳しくなかったために美大志望に切り替える。1994年、京都造形芸術大学芸術学部日本画コースを受験したが不合格。宝塚の受験用の画塾に姉妹と共に通う。
その後、京都造形芸術大学芸術学部情報デザイン学科に推薦入試で落ち、一般入試でも不合格となるも補欠で合格、田名網敬一に師事した。最下位で入学したが、大学を出るときは絶対に一番になると決心したという。大学卒業後は広告代理店でグラフィックデザイナーとして働くつもりで就職活動を始めたが、履歴書に書ける内容が無い事から、何か賞を取って就職活動の武器にするつもりで制作に没頭し、卒業制作の「にっぽんの台所」で学長賞を受賞した。さらに1999年のキリンコンテンポラリーアワードの最優秀賞を受賞し、本作がデビュー作となる。そのため就職活動は休止し、制作に一旦専念することを決めた。
2001年、平成12年度咲くやこの花賞（美術部門）を受賞。2002年、26歳で出身校である京都造形芸術大学情報デザイン学科の教授に就任するも、「教授」という名称と自己の立場とのギャップに苦しみ後に辞任。同年、第13回五島記念文化賞美術新人賞を受賞。
2003年春からロンドンで1年間の研修生活を送り、グラフィックデザインを勉強する。そこで、グラフィックデザインの仕事は自分には出来ないと感じ、就職活動の再開を断念。2004年に第23回京都府文化賞奨励賞を受賞。また同年、第4回「詩のボクシング」全国大会のジャッジを務めた。
2005年にはニューヨークで個展を開催。同年、第12回日本現代藝術奨励賞を受賞。2006年、朝日新聞夕刊連載小説「惡人」（吉田修一）の挿絵を担当した。読者からは、意表を突くその色彩、絵柄が話題となった。同年10月から2007年2月、パリのカルティエ現代美術財団にて個展「TABAIMO」展を開催した。同年、ヴェネツィア・ビエンナーレのイタリア館の企画展に、招待作家としてドールハウスをモチーフにした作品「dolefullhouse」を出展した。2011年、「束芋：断面の世代」で芸術選奨新人賞美術部門受賞。

## 人物
- アーティスト名は、姉妹共通の友人が呼び分けるため、それぞれ「たばあね（田端家の姉。1歳上）」「たばいも（田端家の妹）」「いもいも（妹の妹。2歳下。束芋のマネージャーをつとめる）」と呼ばれていたことによる。[4]

- ギャラリストの小柳敦子を東京の母と慕う。

## 作品
日本社会をテーマとしたユーモラスな映像作品。花札、銭湯、台所などの庶民的なものをモチーフに使い、現代日本の社会が抱える問題をアニメーションで表現している。立体と組み合わせたインスタレーションや、肉筆ドローイングにも取組む。

## 主な作品
- にっぽんの台所｜Japanese Kitchen（1999年）
- にっぽんの横断歩道｜Japanese Zebra Crossing（1999年）
- ユメニッキ・ニッポン｜dream diary -NIPPON（2000年）
- にっぽんの湯屋（男湯）｜Japanese Bathhouse-Gents（2000年）
- にっぽんの通勤快速｜Japanese Commuter Train（2001年）
- にっぽんの御内｜Japanese interior 2002（2002年）
- ユメニッキ・ニッポン｜dream diary -NIPPON 2002（2002年）
- お化け屋敷｜Haunted House（2003年）
- hanabi-ra（2003年）
- ギニョる｜Ginyo-ru（2005年）
- 真夜中の海｜midnight sea（2006年）
- ギニョラマ｜guignorama（2006年）
- 公衆便女｜public comVENience（2006年）
- FURO（イスラエルのバットシェバ舞踊団の芸術監督オハッド・ナハリンとのコラボレーション作品・2006年）
- dolefullhouse（2007年）

## 展示歴
- 個展（キリンコンテンポラリーアワード最優秀作品賞受賞記念展・KPOキリンプラザ大阪・2000年）
- 出展「にっぽんの通勤快速｜Japanese Commuter Train」（横浜トリエンナーレ・2001年)
- 出展（サンパウロ・ビエンナーレ・2002年）
- 個展「束芋：夢違え」（ハラミュージアムアーク・2003年）
- 個展「束芋のケタケタ」（康ギャラリー・2003年）
- 個展「束芋：おどろおどろ」（東京オペラシティ・2003年）
- 個展（James Cohan Gallery（ニューヨーク）・2005年）
- 個展「指弁（yubibira）」展（ギャラリー小柳・2005年）
- 出展（シドニー・ビエンナーレ・2006年）
- 個展「ヨロヨロン 束芋」（原美術館・2006年6月～8月)
- 個展「Tabaimo」（カルティエ現代美術財団、2006年10月〜2007年2月）
- 出展「dolefullhouse」（ヴェネツィア・ビエンナーレ・2007年）
- 出展「ネオテニー・ジャパン」（上野の森美術館・2009年）
- 個展「断面の世代」（横浜美術館、2009年12月〜2010年3月）
- 個展「断面の世代」（国立国際美術館、2010年7月〜2010年9月）
- 出展「teleco-soup」（第54回ヴェネツィア・ビエンナーレ 日本館・2011年）
- 個展「Tabaimo:MEKURUMEKU」（シドニー現代美術館、2014年7月〜9月）

## 参考
- をちこちMagazine 2011年9月号 完全収録：ヴェネチア・ビエンナーレ報告会（国際交流基金発行）
- AERA 2006年12月25日号
- イメージエフ インタビュー 束芋
- ART ACCESS Round About 第35回　束芋 VS 佐々木豊
- 東京オペラシティ「束芋展：おどろ おどろ」
- PUBLIC-IMAGE.ORG インタビュー